# Landon Cider
Landon Cider, nombre artístico de Kristine Bellaluna, es un drag king, actor y presentador estadounidense. Ganó la tercera temporada de The Boulet Brothers' Dragula y fue coronado como el "Nuevo Supermonstruo Drag Mundial".

## Primeros años y antecedentes
Kristine Bellaluna nació y se crio en Los Ángeles y actúa bajo el nombre de Landon Cider. Bellaluna comenzó su carrera como actor de teatro en Sur de California. Hizo una pausa en el teatro tras la muerte de su madre, y más tarde se interesó en el mundo del drag después de asistir a espectáculos de drag en la Starlette Revue. En una entrevista con el Gay Times, Cider citó a la imitadora masculina Vesta Tilley, al drag king australiano Sexy Galexy y al icono lésbico Stormé DeLarverie como inspiraciones.

## Carrera
Landon Cider comenzó su carrera actuando en el circuito drag del Sur de California, donde se convirtió en uno de los drag kings más conocidos. Realiza Drag King Explosion en Hamburger Mary's. Es el maestro de ceremonias de la serie de eventos anuales de Los Ángeles Bent, que celebra las identidades drag y queer.
Cider fue el foco principal del documental de Nicole Miyahara de 2013 The Making of a King.
Cider comenzó a trabajar con World of Wonder en 2016 y apareció en Transformations de James St. James. Más tarde presentó el primer panel de arte Drag King en la RuPaul's DragCon. Cider escribió un artículo de opinión para The Advocate, criticando la posición de RuPaul de que las mujeres que hacen drag no tienen la ironía que tienen los hombres que hacen esto mismo.
En 2019, Cider se unió al elenco de la temporada 3 de The Boulet Brothers' Dragula, convirtiéndose en el primer drag king en aparecer en un programa de competencia drag estadounidense. Ganó la temporada y fue coronado como "Nuevo Supermonstruo Drag Mundial" por las Boulet Brothers.
Cider también fue juez en el concurso "Drag Queen of the Year" de Alaska Thunderfuck ese mismo año. Fue incluido en la lista de "14 Drag Kings que definitivamente deberías conocer" de la revista Pride Magazine.
En febrero de 2020, Cider fue copresentador de la 18.ª final anual de Drag Show de Pride Union junto con Manila Luzon.
Landon Cider presenta Socially Distant, una transmisión en vivo sobre drag. El programa se emitió el 2 de abril de 2020 y contó con artistas drag como Hugo Grrrl y Charli Deville. Apareció en el programa de telerrealidad de HBO We're Here. Cider apareció también en el libro Rainbow Revolutions de 2020 de Magnus Hastings.
En septiembre de 2022, se anunció que Cider protagonizaría el especial de variedades original de Hulu, Huluween Dragstravaganza, que se emitió el 1 de octubre de 2022.
Cider aparece como juez habitual en la segunda temporada del programa canadiense de competición drag Call Me Mother.

## Vida personal
Bellaluna es superviviente de cáncer bucal. Se identifica como lesbiana, y tiene una esposa llamada Gabi.